# Руна (баскетбольный клуб)
«Руна» — профессиональный баскетбольный клуб из Москвы, выступавший в Единой лиге ВТБ и Кубке России.

## История
История клуба начинается с создания детско-юношеского баскетбольного клуба «Руна-Баскет», основанного в 2004 году.
В 2013 году на основе ДЮБК появился баскетбольный клуб «Руна-Баскет», мужская команда Первой лиги Первенства России.
В 2016 году клуб начал своё выступление в соревнованиях под эгидой Российской федерации баскетбола — второго дивизиона Суперлиги.
В 2017 году «Руна» получила статус профессионального клуба.
В 2019 году «Руна» завоевала бронзовые медали детско-юношеской баскетбольной лиги.
Основная команда в сезоне 2019/20 начала выступление в Суперлиге-1.
В сезоне 2018/2019 «Руна» завоевала бронзовые медали Суперлиги-2, и уже в 2019 году команда начала своё выступление в мужской Суперлиге-1.
В июне 2024 года было объявлено об уходе команды из Единой лиги ВТБ из-за финансовых проблем.

### «Руна-2»
Перед стартом сезона 2020/2021 была создана молодёжная команда «Руны» для выступления в Единой молодёжной лиге ВТБ. В свой первый сезон команда заняла 10 место в регулярном чемпионате.

### «Руна 3x3»
Летом 2021 года была основывана «Руна 3x3» — команда по баскетболу 3x3, принимающая участие во всероссийских и международных соревнованиях.
В октябре 2021 года команда завоевала бронзовые медали на Кубке России 3x3. Также «викинги» выиграли дивизион «Future» Единой Лиги Европы, одержав три победы в пяти отборочных турах.

## Достижения
Суперлига-1 дивизион
- Серебряный призёр (2): 2021/2022, 2022/2023

Суперлига-2 дивизион
- Бронзовый призёр: 2018/2019

Кубок России
- Бронзовый призёр: 2021/2022

## Главные тренеры

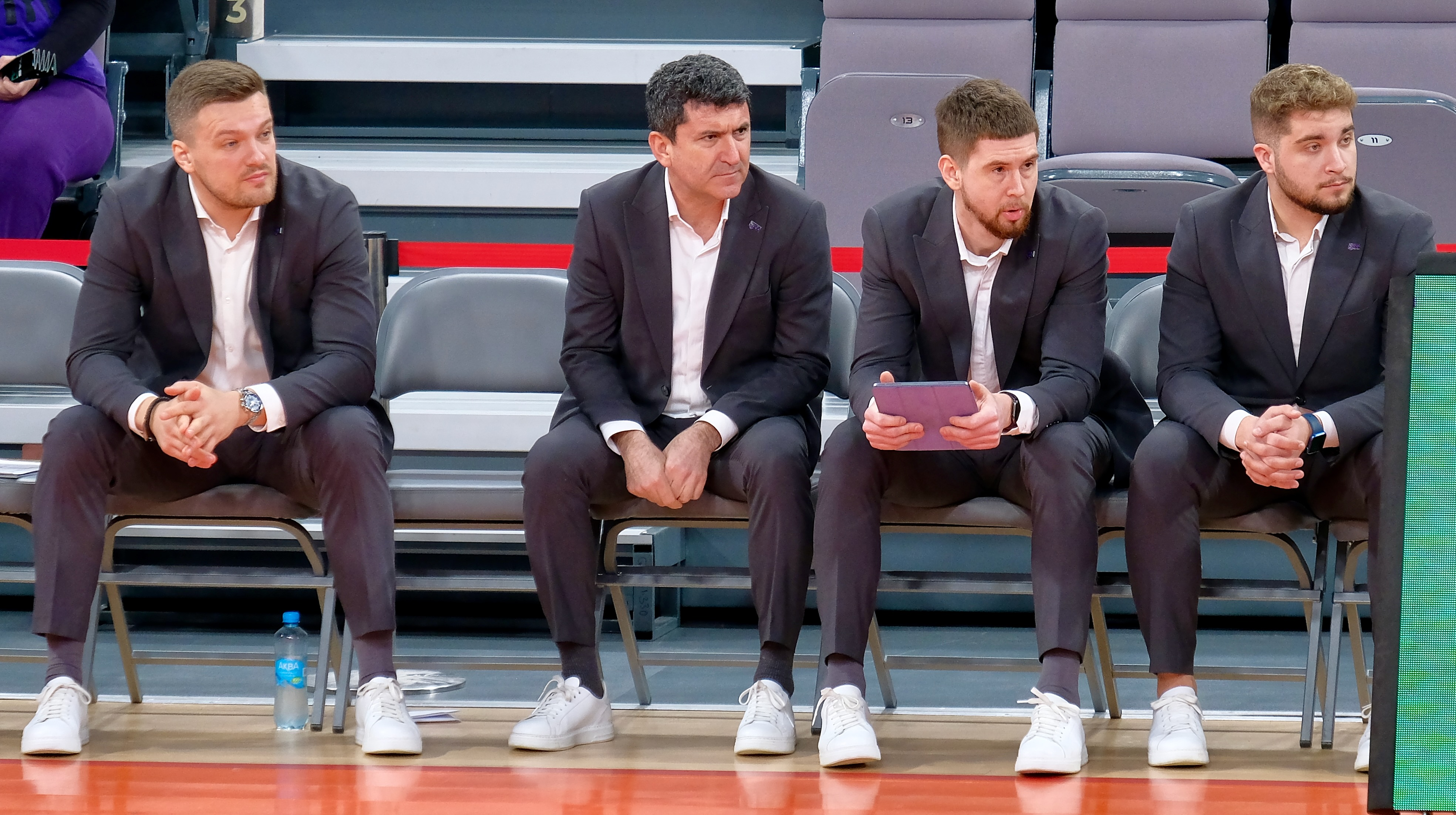
Тренерский штаб в 2024 году. Слева направо: Николай Шманов (ассистент тренера), Эртугрул Эрдоган (главный тренер), Максим Бычков (тренер-скаут), Андрей Смоляков (менеджер команды)

- 2016—2019 —  Йован Попович
- 2019—2020 —  Олег Окулов
- 2020—2023 —  Олег Бартунов[2]
- 2023—2024 —  Эртугрул Эрдоган[3]